# マリオン・バーバー (1959年生)
マリオン・シルベスター・バーバー・ジュニア（Marion Sylvester Barber Jr. 1959年12月6日 - ）はフロリダ州フォートローダーデール出身のアメリカンフットボール選手。NFLのニューヨーク・ジェッツで1982年から1988年までプレーした。ポジションはランニングバック。
ミネソタ大学から1981年のドラフト2巡でニューヨーク・ジェッツに指名されて入団し85試合に出場した。
息子のマリオン・バーバー、ドミニク・バーバー もNFL選手になっている。